# Maria Östergren
Maria Östergren (Södertälje, 9 de abril de 1978) es una deportista sueca que compitió en ciclismo de montaña en la disciplina de campo a través. Ganó dos medallas de bronce en el Campeonato Europeo de Ciclismo de Montaña, en los años 2005 y 2006.

## Palmarés internacional
| Campeonato Europeo | Campeonato Europeo    | Campeonato Europeo | Campeonato Europeo         |
| Año                | Lugar                 | Medalla            | Competición                |
| ------------------ | --------------------- | ------------------ | -------------------------- |
| 2005               | Kluisbergen (Bélgica) | Medalla de bronce  | Campo a través por relevos |
| 2006               | Lamosano (Italia)     | Medalla de bronce  | Campo a través por relevos |